# Венец на победителя
„Венец на победителя“ е почетен знак в сферата на спорта, основан през 2015 г.

## История
През 2015 г. Министерството на младежта и спорта учредява почетен знак за заслуги в областта на спорта – „Венец на победителя“. Това е най-високото държавно отличие в сферата на спорта. С него ще бъдат удостоявани заслужили спортисти, треньори, ръководители, инвеститори и журналисти с особен принос за развитието на българския спорт.
За първи път „Венец на победителя“ е връчен 31 януари 2016 г. по време на церемония за награждаване на най-добрите спортисти и треньори за 2015 г. - „Нощта на шампионите“ с нея са наградени 5-има заслужили спортисти, треньори и инвеститори в българския спорт. По време на церемонията „Венец на победителя“ получиха Стефка Костадинова, Любомир Ганев, Димитър Пенев, Валентин Златев и Христо Марков. Съшия ден Боян Радев и Валентин Йорданов са отличени с почетния знак по време на турнира „Дан Колов – Никола Петров“.

## Описание
Почетният знак „Венец на победителя“ е с лента и се носи през рамо. Той представлява медальон с кръгла форма, поставен в розета от син плат. Изработен е от два вида месинг с покритие, а централната фигура на богинята Нике е изработена от матиран месинг. Върху лентата на почетния знак се закача брошков лъв, също изработен от месинг. Към почетния знак има значка, представляваща умалено негово копие, която удостоверява, че награденият е носител на отличието.